# Riad Bajić
Riad Bajić (* 6. Mai 1994 in Sarajevo) ist ein bosnisch-herzegowinischer Fußballspieler.

## Karriere

### Verein
Bajić begann seine Profikarriere 2013 bei FK Željezničar Sarajevo. Hier spielte er zwei Spielzeiten und erzielte in 48 Ligapartien 18 Tore.
Zur Spielzeit 2015/16 wechselte er in die Türkei zum Süper-Lig-Verein Konyaspor. Hier wurde er auf Anhieb Stammspieler und Leistungsträger und war maßgeblichen an den bis dato größten Erfolgen der Vereinshistorie beteiligt. So beendete er mit Konyaspor die Saison 2015/16 als Dritter der Süper Lig, die bis dato beste Erstligaplatzierung des Klubs, und holte in der Saison 2016/17 den türkischen Pokal. Bajić selber avancierte während dieser Zeit zu einem der erfolgreichsten Torjägern der Süper Lig.
Im Sommer 2017 verpflichtete Udinese Calcio Bajić gegen eine Ablösesumme von 5,5 Millionen Euro.
Im Januar 2018 wurde er für anderthalb Jahre an den türkischen Erstligisten Istanbul Başakşehir FK und anschließend zu seinem alten Klub Konyaspor verliehen. Auch nach dieser ging es im Sommer 2020 für ein Jahr leihweise weiter zu Ascoli Calcio in die Serie B.

### Nationalmannschaft
Bajić absolvierte einige Einsätze für die bosnisch-herzegowinische U19- sowie die U21-Nationalmannschaft und debütierte am 25. März 2017 auch für die A-Auswahl beim 5:0-Heimsieg über Gibraltar in der EM-Qualifikation.

## Erfolge
- Türkischer Pokalsieger: 2017